# Evviva l’arte!
Evviva l’arte! (także Eviva l’arte!) – wiersz Kazimierza Przerwy-Tetmajera, ogłoszony w tomie Poezje. Seria druga, wydanym w 1894. Tytuł utworu pochodzi z języka włoskiego i znaczy „niech żyje sztuka” . Tematem wiersza jest postulowana niezależność artystów od reszty społeczeństwa, nazwanej przez poetę „filistrami”. Utwór jest napisany przy użyciu strofy sześciowersowej, rymowanej jak klasyczna sekstyna (ababcc), układanej jedenastozgłoskowcem, z ostatnim wersem krótszym, pięciozgłoskowcem jak w strofie safickiej (11/11/11/5) i strofa Słowackiego (11/11/11/5/11/5).
Evviva l’arte! Niechaj pasie brzuchy
nędzny filistrów naród! My, artyści,
my, którym często na chleb braknie suchy,
my, do jesiennych tak podobni liści,
i tak wykrzykniem; gdy wszystko nic warte,
evviva l’arte!

## Evviva l’arte! w kulturze
- Od tytułu Evviva l’arte! pochodzi nazwa Stowarzyszenia artystyczno-naukowego Evviva l’arte[6].

- „Eviva l’arte!” to tytuł singla Sanah i Krzysztofa Zalewskiego z 2025 roku[7].